# فياما دا كونا رودريغيز
فياما دا كونا رودريغيز (بالبرتغالية: Vilmar da Cunha Rodrigues‏) (2 نوفمبر 1982 في البرازيل – )؛ هو لاعب كرة قدم كان يلعب كمهاجم.

## وصلات خارجية
- فياما دا كونا رودريغيز على موقع رابطة كرة القدم اليابانية للمحترفين (اليابانية)
- فياما دا كونا رودريغيز على موقع قاعدة بيانات كرة القدم.إي يو (الإنجليزية)
- فياما دا كونا رودريغيز على موقع Soccerway.com (الإنجليزية)
- فياما دا كونا رودريغيز على موقع عالم كرة القدم.نت (الإنجليزية)